# Kirche von Martebo

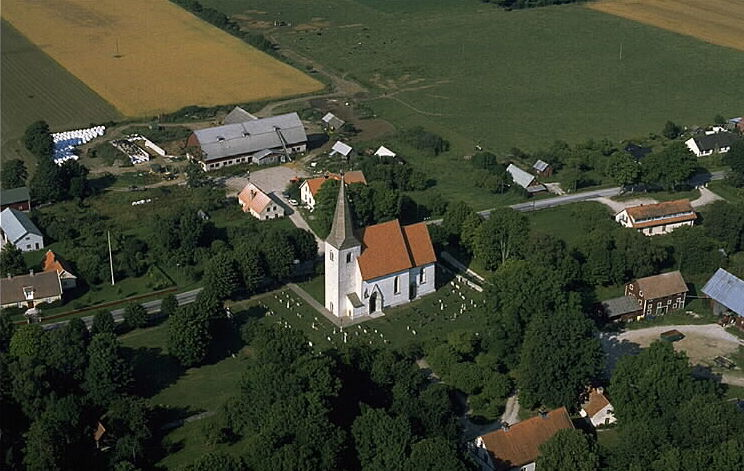
Kirche von Martebo

Die Kirche von Martebo (schwedisch Martebo kyrka) ist eine aus dem 14. Jahrhundert stammende Landkirche auf der Ostseeinsel Gotland in Schweden.
Sie ist, besonders durch ihre hochgotischen Portale, geschaffen vom Meister Fabulator, ein einmaliges Denkmal der Skulpturenkunst dieser Epoche auf Gotland. Sie wurde etwa 1330 umgebaut. An den kleinen romanischen Turm wurden ein hohes Schiff und ein nur wenig niedrigerer Chor mit Sakristei angefügt.

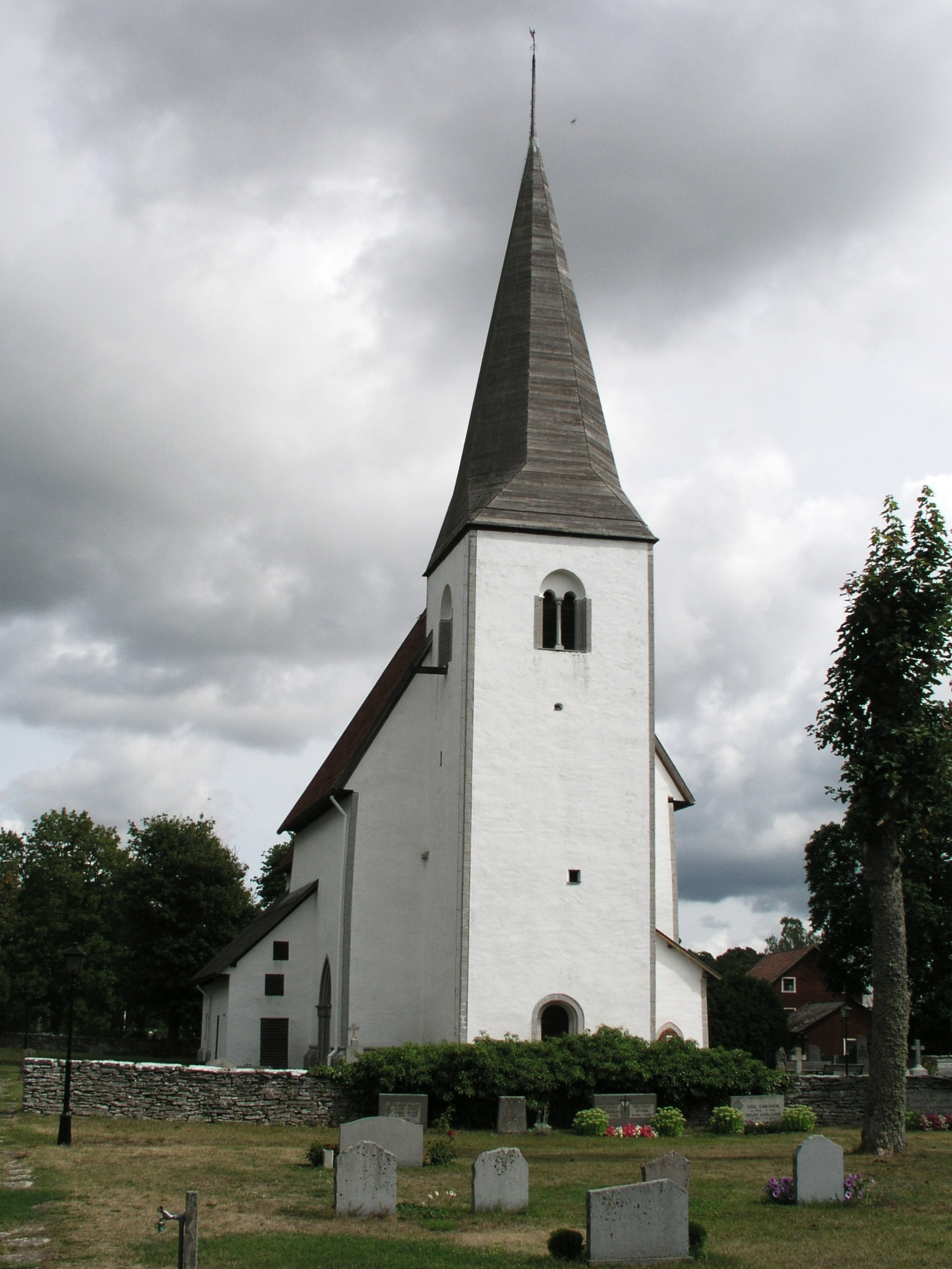
Kirche von Martebo

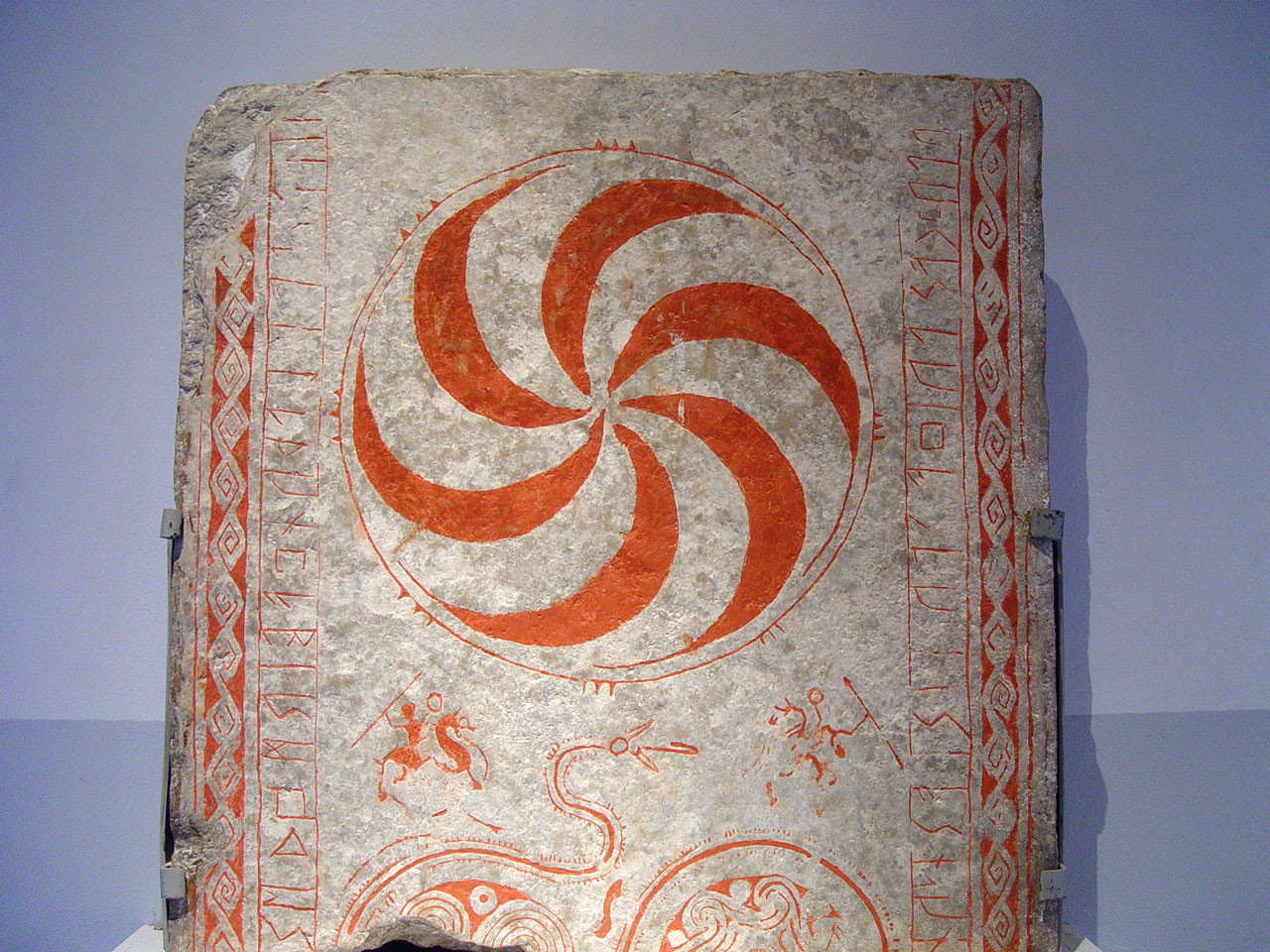
Bildstein mit Wirbelrad aus dieser Kirche

Die Skulpturen auf den Kapitellbändern der drei Portale stammen aus der Werkstatt des Steinmetzen Egypticus. Sie sind geschmückt mit Szenen aus dem Leben Christi. Nord- und Chorportal zeigen u. a. die Verkündigung und Geburt Christi, die Anbetung der Weisen, den Kindermord von Bethlehem und die Flucht nach Ägypten. Im Portal des Kirchenschiffes sind die Taufe Christi, die Passion, die Bestattung und Christus in der Vorhölle zu erkennen, wo ein gefesselter Teufel liegt. In einer Nische neben dem Portal steht eine Statue von St. Dionysius.
An der Südseite der Kirche liegt eine Gebetskammer. Der kleine Raum, der nur durch ein so genanntes Hagioskop, eine vierpassförmige Öffnung, mit dem Kirchenraum in Verbindung steht, war für Menschen vorgesehen, die nicht mit der übrigen Gemeinde am Gottesdienst teilnehmen durften (Lepraspalte).
1970 wurden die für die Errichtungszeit typischen Fresken, darunter auch Drachen, entdeckt. Das Gewölbe des Kirchenschiffes erhielt einen Zierbaldachin in der traditionellen gotländischen Art.
Das Taufbecken ist eine Arbeit des „Muschelcuppatyps“ aus der Mitte des 13. Jahrhunderts. Im Fußboden liegen mittelalterliche Grabsteine; einer trägt die Jahreszahl 1392. Die Kanzel aus der Mitte des 16. Jahrhunderts ist eine der ältesten der Insel.

## Die Bildsteine
In die Kirche sind zwei Bildsteinfragmente der ältesten Tradition (400–600 n. Chr.) eingebaut worden. Der eine zeigt ein Spiralenmotiv, der andere ein Wirbelrad. Dieser auf ungewöhnliche Weise mit Runen versehene Stein wurde 1902 aus der Kirche entnommen und zunächst in Stockholm ausgestellt; er befindet sich heute in Gotlands Fornsal in Visby.
Im Jahre 1971 wurde bei der Restaurierung der Kirche ein Bildstein gefunden. Er war auf eine rechteckige Form zugeschlagen; seine jetzige Höhe beträgt 128 cm. Der Bildinhalt schließt an das Motiv auf dem Stein im benachbarten Kirchspiel Hangvar an. Dies ist einer von nur zwei Steinen mit dem Drachenmotiv, die auf Gotland gefunden wurden. Er gibt wertvolle Hinweise zu dem Bildsteinfragment von Hangvar. Eines der beiden Zeichen mit zwei Tierhäuptern hat eine Parallele in einer Fibelform der gleichzeitigen Metallkunst. Der Stein ist im Karnhaus der Kirche aufgestellt.